# Pintér Endre József
Pintér Endre József (Zalaszántó, 1796. július 8. – Csorna, 1877. június 16.) premontrei rendi kanonok, népdalgyűjtő, író, költő, alperjel, gimnáziumi igazgató és fejszámoló.

## Élete
1816. szeptember 29-én Csornán lépett be a rendbe. 1822. április 7-én tette le a szerzetesi fogadalmat, majd ugyanezen év szeptember 1-jén szentelték pappá. 1822-ben Csornán tagja volt konventnek. 1825-től a keszthelyi, majd 1827-től a szombathelyi katolikus főgimnáziumban tanított. 1844-ben letett a tanári vizsgát tett magyar nyelvből. Ezután Csornán mint házgondnok működött, a vecsei széknek pedig táblabírája volt. 1852-ben a keszthelyi gimnáziumban magyar nyelvet és hittant tanított, 1858 és 1874 között az intézmény igazgatója volt. Ekkor nyugdíjba vonult. 1861-től házfőnök, 1864-től rendes számvevőként dolgozott, majd 1874-től Csornán volt alperjel és számvevő. Fejszámolóként országos hírnévre tett szert, a Magyar Tudományos Akadémia számára pedig 447 népdalt gyűjtött össze.

## Művei
- Marcus Tullius Cicero beszéde Manilius törvényjavaslata mellett a néphöz. Szónokilag taglalá s jegyzesíté (latin és magyar szöveg) Bécs, 1846[2]
- A csornai prem. knk-ok keszthelyi kat. algimn. ifj. 1861/62-1873/74. érdemsorozata. Szombathely, 1862-74